# Perindopril
Il perindopril o perindopril arginina (INN) è un Ace inibitore a lunga durata d'azione (commercializzato con il nome di Coversyl, Procaptan e Aceon sia in Europa che in USA). È utilizzato nella terapia dell'ipertensione arteriosa, dello scompenso cardiaco e della cardiopatia ischemica. È anche a disposizione sotto forma di perindopril erbumina; le due forme sono state definite equivalenti e pertanto possono essere utilizzate indistintamente nella pratica clinica, producendo gli stessi effetti terapeutici. Si sottolinea che i dosaggi necessari per il raggiungimento di un buon controllo pressorio, possono subire variazioni legate al diverso peso molecolare delle due forme.

## Indicazioni
- Ipertensione essenziale
- Cardiopatia ischemica cronica: riduzione del rischio di eventi in pazienti con pregresso infarto miocardico e/o rivascolarizzazione miocardica.
- Scompenso cardiaco

## Dosaggi
- Scompenso cardiaco, da 2 mg al giorno, sino almeno a 4 mg e al raggiungimento del controllo dei sintomi di insufficienza cardiaca
- Ipertensione, da 4-5 mg al giorno sino a 8-10 mg, secondo la risposta pressoria
- Come profilassi dopo un infarto miocardico acuto, il dosaggio è sovrapponibile a quello utilizzato nella terapia antipertensiva, ma la dose iniziale sarà più bassa (2-4 mg), sino al raggiungimento della dose target nell'arco di due-tre settimane

Nei pazienti anziani o con insufficienza renale, la dose iniziale e i successivi aggiustamenti posologici vanno effettuati con stretto controllo della funzionalità renale.

## Controindicazioni
- Gravidanza
- Allattamento materno
- Età infantile
- Ipersensibilità agli ace-inibitori
- Insufficienza renale

## Effetti indesiderati
Alcuni degli effetti indesiderati sono:
- tosse
- cefalea
- dispepsia
- vertigini
- nausea
- diarrea
- vomito
- affaticamento
- rash

L'intolleranza agli Ace-inibitori può manifestarsi in modo drammatico e, per fortuna, decisamente raro: l'angioedema, che quasi sempre va trattato in sede di Pronto Soccorso

## Associazioni farmacologiche
Sono in commercio le associazioni con indapamide, amlodipina o atorvastatina che, oltre ad ottenere buoni risultati nell'ambito del controllo pressorio, permettono una migliore adeguatezza della terapia in pazienti affetti da pluripatologie.